# Железничка станица Нови Сад ранжирна
Железничка станица Нови Сад ранжирна је ранжирна станица на прузи Београд—Суботица. Налази се насељу Нови Сад код индустријске зоне југ у градској општини Нови Сад у Новом Саду. Пруга се наставља у једном смеру ка Кисачу, у другом према према Петроварадину, у трећем према Бачком Јарку, у четвртом према Футогу и у петом према Каћу. Железничка станица Нови Сад–ранжирна састоји се из 26 колосека.